# EZ Aquarii
EZ Aquarii je trojhvězda vzdálená přibližně 11,1 světelných let od Slunce, nacházející se v souhvězdí Vodnáře. Je také známá jako Luyten 789-6 a Gliese 866. Všechny tři složky jsou červení trpaslíci spektrálního typu M.

## Vlastnosti soustavy
EZ Aquarii tvoří tři těsně vázané hvězdy. Dvojice EZ Aquarii AC je spektroskopická dvojhvězda s oběžnou dobou 3,8 dne a vzájemnou vzdáleností 0,03 AU. Tato dvojice sdílí oběžnou dráhu s EZ Aquarii B, která kolem ní obíhá s periodou 823 dnů.
Hvězdy A a B společně vyzařují rentgenové záření.

## Variabilita
EZ Aquarii je eruptivní proměnná hvězda a zároveň proměnná hvězda typu BY Draconis. V roce 1972 oznámil William E. Kunkel, že Luyten 789-6 je eruptivní proměnná hvězda, když pozoroval sedm erupcí. V roce 1978 jí bylo přiděleno označení proměnné hvězdy EZ Aquarii.

## Možnost existence planet
Konfigurace vnitřní dvojhvězdy umožňuje existenci planet na cirkumbinárních drahách, tedy obíhajících kolem celé soustavy EZ Aquarii AC. Studie naznačují, že stabilní orbity v obyvatelné zóně mohou existovat, avšak žádné exoplanety zatím nebyly detekovány.

## Budoucí trajektorie
EZ Aquarii se přibližuje ke Sluneční soustavě a za 32 300 let dosáhne minimální vzdálenosti přibližně 8,2 světelných let od Slunce.
Podle simulace programu ChView je v současnosti nejbližší hvězdou k EZ Aquarii Lacaille 9352, která je vzdálená přibližně 4,1 světelných let.